# Schizodactylus minor
Schizodactylus minor, vrsta kukca ravnokrilca (Orthoptera) iz porodice Schizodactylidae. Raširen je na području Indijskog potkontinenta oko rijeke Ind na suhom području s dubokim naslagama sitnog pijeska i polupustinjskom vegetacijom. Mesožderi su koji se tijekom danas sakrivaju po rupama iz kojih izlaze noću. 
S. minor je otkriven je i opisan 1938, ali još nedostaju mnogi podaci. Godine 2006. do 2009. vršena su ispitivanja uz rijeku Ind u Pakistanu.  Ne postoje sinonimi ni poznati narodni nazivi